# エコファンド
エコファンドとは投資信託の一形態。投資を行う場合に従来より重視された利益率に加えて、地球環境を考慮した経営が行われている企業を対象とするような投資信託。企業活動と地球環境が問題視されるようになった時期に、このことを重視した上で投資をする投資家はグリーンインベスターなどと呼ばれた。これは1999年に日興証券が、このような企業の株を「日興エコファンド」という名称で売り出したのを皮切りに、他社も相次いで同様のことをするようになって行き広まった。SRIファンドの数字によると2008年時点での純資産総額の合計は約2387億円であるとのこと。